# Споменица миропомазања краља Александра Обреновића у Жичи
Споменица миропомазања краља Александра Обреновића у Жичи је одликовање успостављено 1889. године. 

## Опис
Ова споменица је израђена 1889. године у Бечу у радионици Адолфа Милера. Пречника 3,7 цм, направљена је од месинга. Округлог је облика и украшена је рељефом и текстом.
На аверсу је попрсје Александра Обреновића у свечаној униформи, а на ивичном прстену натпис: АЛЕКСАНДАР ПРВИ КРАЉ СРБИЈЕ МИРОПОМАЗАН У ЖИЧИ 20. ЈУНА 1889. На реверсу је приказ манастира Жича, а у ивичном прстену натпис: МАНАСТИР ЖИЧА ЗАДУЖБИНА КРАЉА СТЕВАНА ПРВОВЕНЧАНОГ САЗИДАН 1222.